# Aconurella
Aconurella — рід цикадок із ряду клопів.

## Опис
Цикадки розміром 2—3 мм. З широкою головою, що дугоподібно виступає. Тім'я поперечне. У СРСР 1 вид.

## Систематика
У складі роду:
- Aconurella prolixa (Lethierry, 1885)
- Aconurella quadrum (Herrich-Schäffer, 1838)